# Bandeira do Níger

A bandeira do Níger foi adotada em 23 de novembro de 1959. A bandeira possui três faixas horizontais de mesmo tamanho: laranja na parte de cima, branco ao centro e verde na parte de baixo. No centro da faixa branca existe um círculo de cor laranja. É semelhante a bandeira da Índia.

## Simbolismo
- A faixa laranja representa o deserto do saara, que ocupa grandes áreas do norte do país.
- A faixa branca representa o Rio Níger, de acordo com a quinta edição atualizada do livro Complete Flags of the World, da importante editora DK.
- A faixa verde representa as férteis regiões do sul do Níger.
- O círculo laranja representa o sol.